# Малые Белыничи
Малые Белыничи — деревня в Зарайском районе Московской области, в составе муниципального образования сельское поселение Каринское (до 29 ноября 2006 года входила в состав Авдеевского сельского округа).
В Малых Белыничах на 2016 год зарегистрировано 1 садовое товарищество, деревня связана автобусным сообщением с райцентром и соседними населёнными пунктами.

## География
Малые Белыничи расположены в 14 км на юг от Зарайска, недалеко от границы с Рязанской областью, на правом берегу реки Осётр, высота центра деревни над уровнем моря — 167 м.

## Население
| 2002 | 2006 | 2010 |
| ---- | ---- | ---- |
| 5    | ↘4   | ↗5   |

## История
Малые Белыничи были основаны переселенцы из Больших Белынич в XIX веке. В 1858 году в деревне было 40 дворов и 339 жителей, в 1884 году — 59 дворов и 436 жителей;, в 1906 году — 77 дворов и 574 жителя. В 1930 году был образован колхоз "«Ответ вредителям», с 1950 года в составе колхоза «Труженик», с 1961 года — в составе совхоза «Авдеевский».